# Kathleen Baker
Kathleen Baker (Winston-Salem, 28 de fevereiro de 1997) é uma nadadora estadunidense, campeã olímpica.

## Carreira

### Rio 2016
Baker competiu nos Jogos Olímpicos de 2016, ganhando a medalha de prata nos 100 metros costas e o ouro no revezamento 4x100 m medley.